# Fontenay-aux-Roses (chanson)
Pistes de Mon frère
Comme un arbre Parachutiste
Fontenay-aux-Roses est une chanson de Maxime Le Forestier sortie en 1972 sur son premier album intitulé Mon frère. Cette chanson est un hommage aux jeunes filles de l'ENS qui était implantée dans la ville éponyme (elle est désormais établie à Lyon). Les paroles, inspirées du Journal littéraire de Paul Léautaud qui habita longtemps Fontenay-aux-Roses, sont de Jean-Pierre Kernoa sur une musique de Maxime Le Forestier.